# Howard Pyle

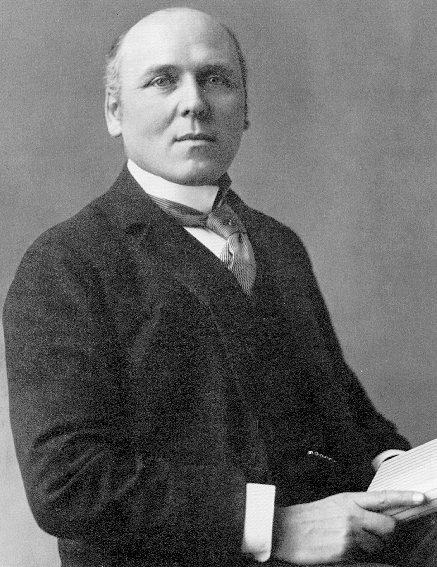
Howard Pyle

Howard Pyle (* 5. März 1853 in Wilmington, USA; † 9. November 1911 in Florenz, Italien) war ein US-amerikanischer Illustrator und Autor.

## Leben
Howard Pyle stammte aus einer Quäker-Familie aus Delaware. Er studierte Kunst und lernte unter anderem in Belgien. Neben seiner Arbeit im Familienbetrieb hörte er nie auf, Geschichten zu schreiben und zu illustrieren, und schickte 1876 ein illustriertes Gedicht an das Scribner’s Magazine in New York. 1883 veröffentlichte er sein erstes Kinderbuch The Merry Adventures of Robin Hood.
Ab 1894 begann Pyle an der Drexel Institute of Art, Science and Industry (heute Drexel University) zu unterrichten und eröffnete 1900 eine eigene, renommierte Kunstschule Brandywine School. Einige seiner berühmten Studenten waren Elenore Abbott, Maxfield Parrish, Olive Rush, Jessie Willcox Smith, Frank Schoonover und Newell Convers Wyeth.
1898 wurde Howard Pyle in die American Academy of Arts and Letters aufgenommen. 1907 wurde er von der National Academy of Design zum Mitglied (NA) gewählt. 1910 ging er nach Florenz, wo er allerdings schon ein Jahr später an einer Niereninfektion starb.

## Werke (Auswahl)

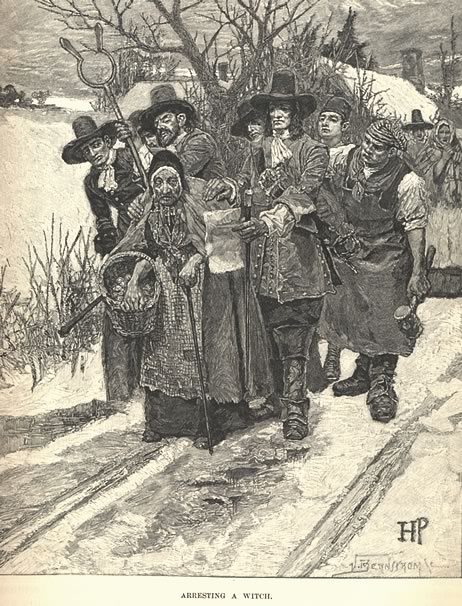
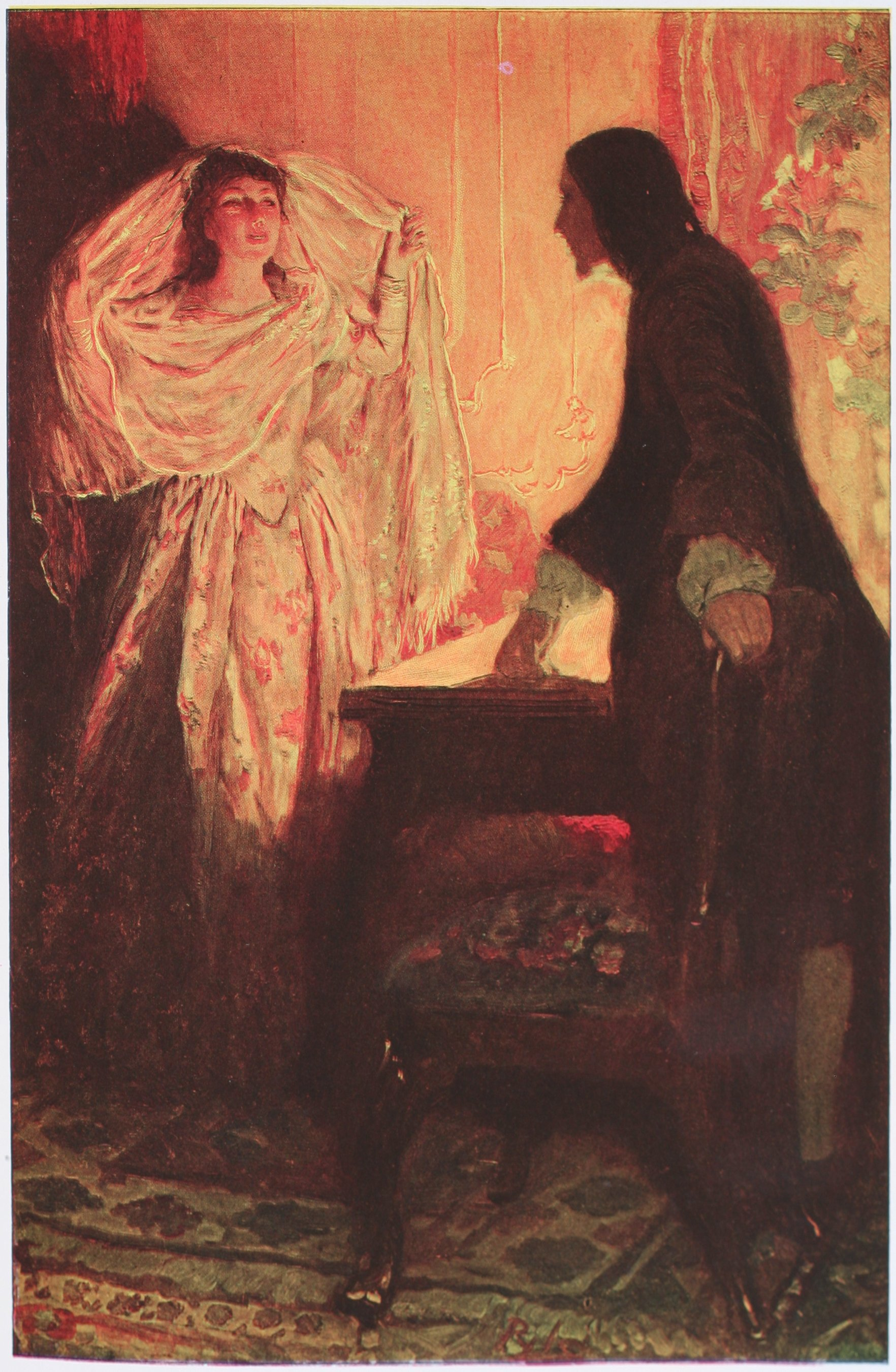
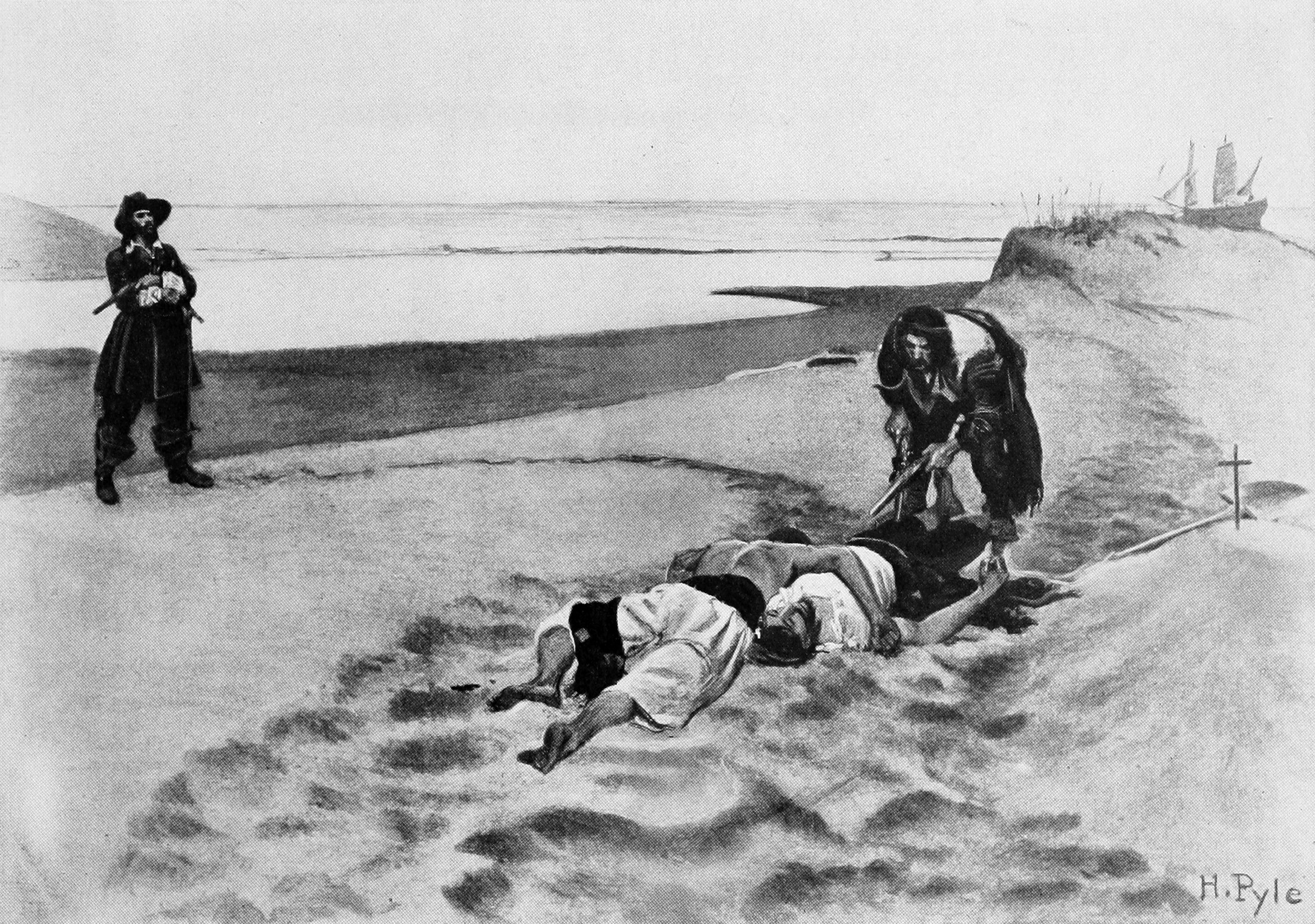
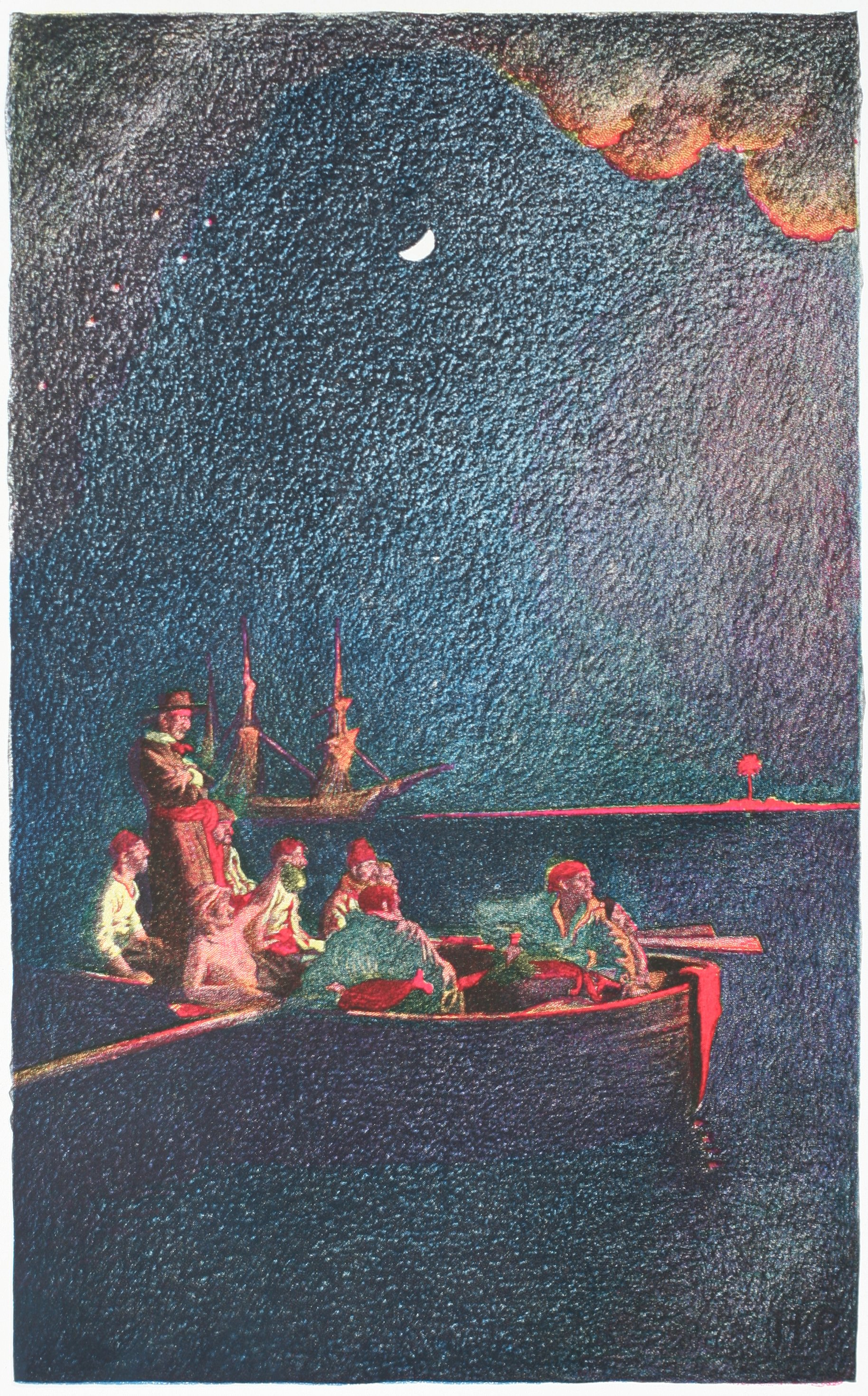
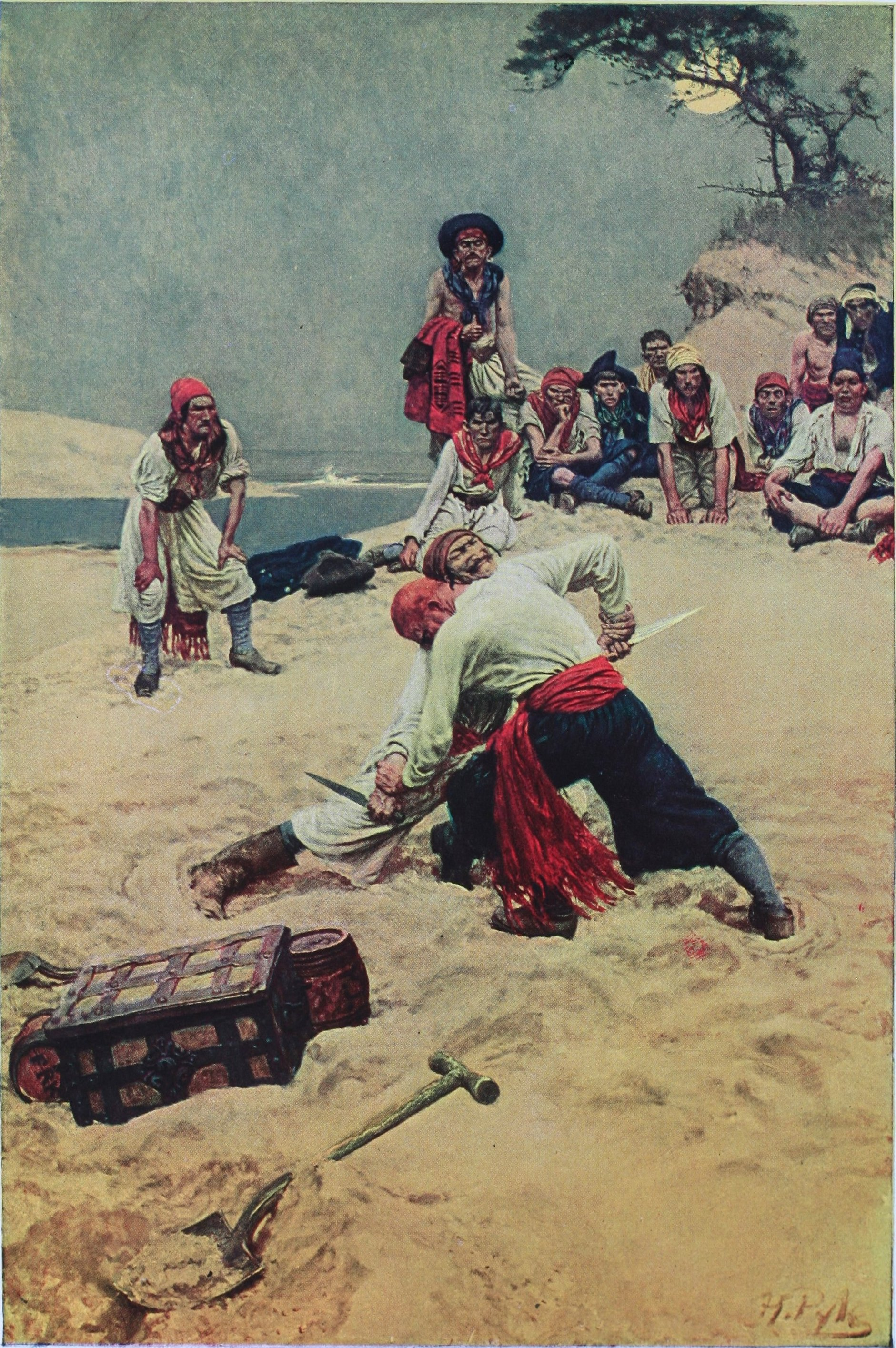
Wer soll Kaptän sein?
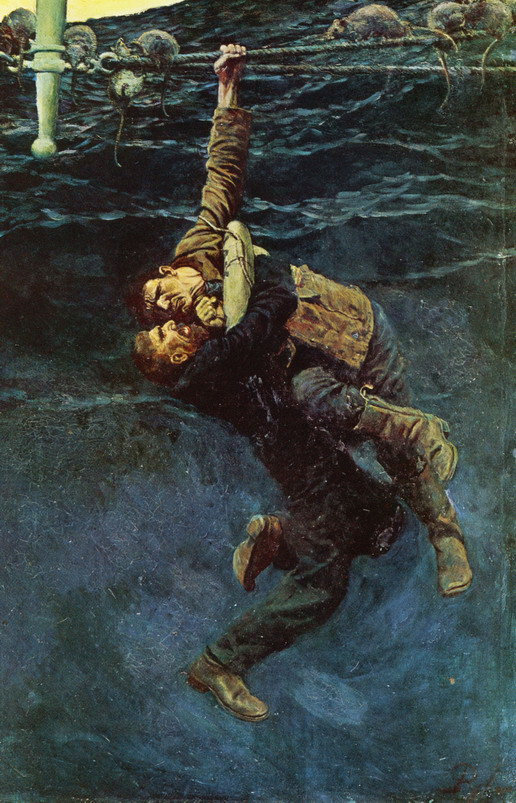
Er verlor den Halt und zog mich mit (1909)
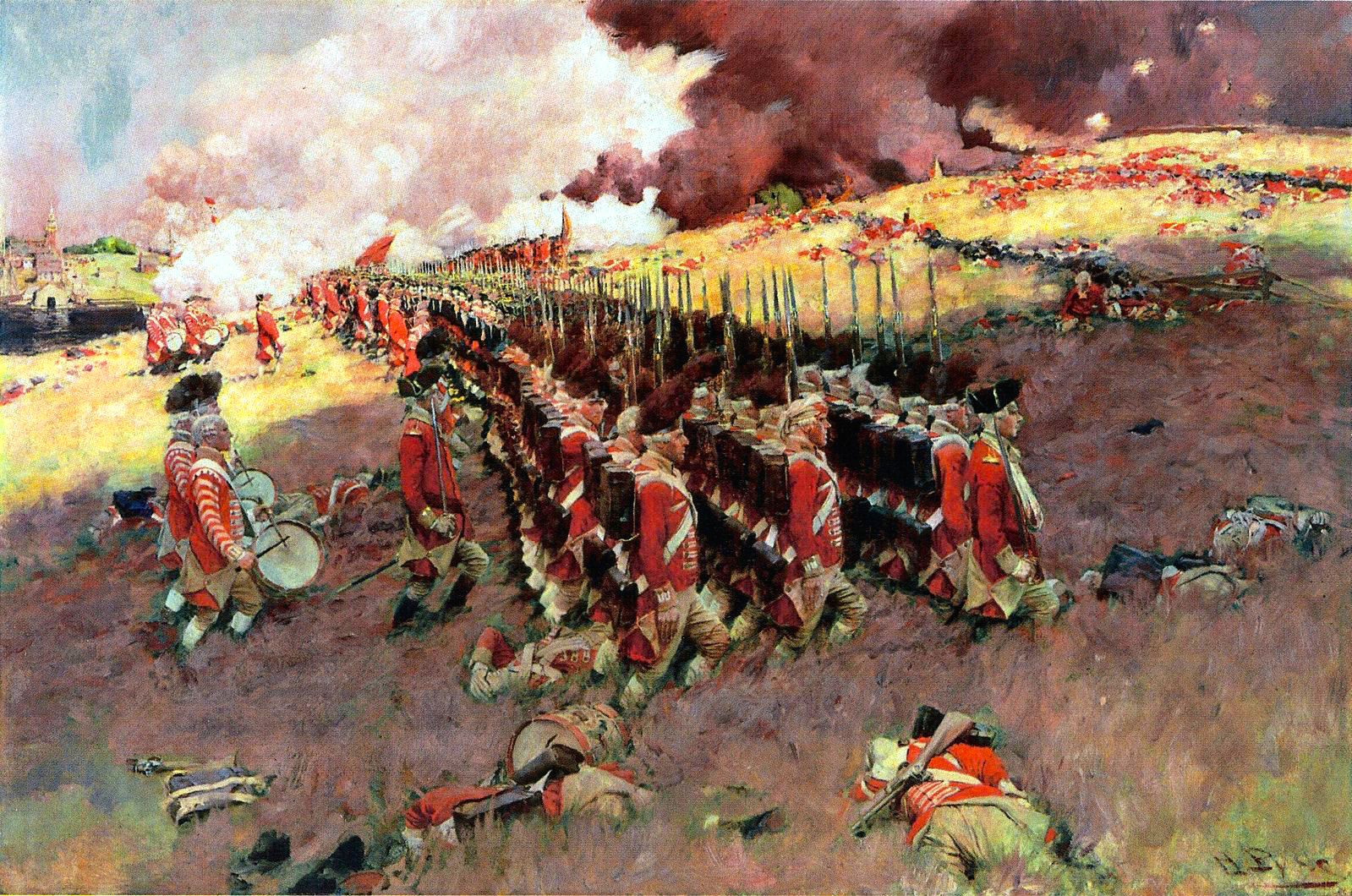
Die Schlacht von Bunker Hill (1897)

## Veröffentlichungen (Auswahl)
| - 1883 The Merry Adventures of Robin Hood of Great Renown in Nottinghamshire (dt.: Die Abenteuer des Robin Hood) - 1885 Within the Capes - 1887 Pepper and Salt or Seasoning for Young Folk, The Rose of Paradise - 1888 The Wonder Clock, or Four and Twenty Marvelous Tales - 1892 Men of Iron, a Romance of Chivalry (dt.: Der jüngste Ritter) – 1954 verfilmt unter dem Titel Der eiserne Ritter von Falworth - 1894 Jack Ballister’s Fortune | - 1895 Twilight Land (dt.: [Das] Zwielichtland) - 1895 The Garden Behind the Moon (dt.: Der Mondgarten) - 1903 Howard Pyle’s Book of Pirates - 1903 The Story of King Arthur and His Knights (dt.: König Arthur und die Ritter der Tafelrunde) - 1905 The Story of the Champions of the Round Table - 1907 The Story of Sir Launcelot and His Companions - 1910 The Story of the Grail and the Passing of Arthur |